# Lensvik
Lensvik est un village et une ancienne municipalité du comté de Trøndelag en Norvège.